# 大盗五右卫门 (游戏)
《大盗五右卫门》是一款由科乐美公司制作的电子游戏。本作是五右卫门系列第二款游戏。本游戏于1986年7月30日在FC游戏机发行。
本游戏的主角是五右卫门。本游戏为动作冒险游戏，并且分成多个剧情。在每个级别中，五右卫门必须发现三个通道进行探险。